# Richard Quine
Richard Quine (Detroit, 12 november 1920 - Los Angeles, 10 juni 1989) was een Amerikaans filmregisseur en acteur.
Quine begon oorspronkelijk zijn carrière als acteur en ging op 11-jarige leeftijd het theater in. Na een periode te zien te zijn geweest op Broadway, maakte hij zijn filmdebuut in Counsellor at Law (1933).
Quine bleef gedurende de jaren 30 bijrollen vervullen in films. Toen de Tweede Wereldoorlog uitbrak, werd hij lid van de United States Coast Guard. In 1943 trouwde hij met actrice Susan Peters. In 1945 raakte zij verlamd en belandde in een rolstoel. Ze scheidden in 1948.
In hetzelfde jaar maakte Quine zijn eerste film als regisseur. In de jaren 50 en 60 ontwikkelde hij hier een succesvolle carrière in en regisseerde grote namen, waaronder Doris Day, Mickey Rooney, Kim Novak, Janet Leigh, Jack Lemmon, Natalie Wood, Kirk Douglas, William Holden, Audrey Hepburn, Fred Astaire, Tony Curtis, Lauren Bacall, Henry Fonda en James Stewart.
In 1965 trouwde Quine met entertainer en zangeres Fran Jeffries. Met haar bleef hij getrouwd tot zijn dood in 1989. Na jaren depressie pleegde hij in dat jaar zelfmoord met een pistool.

## Filmografie

### Als acteur
| - The World Changes (1933) - Counsellor at Law (1933) - Jane Eyre (1934) - Wednesday's Child (1934) - Little Men (1934) - Life Returns (1935) - A Dog of Flanders (1935) - Dinky (1935) - King of the Underworld (1939) - Babes on Broadway (1941) - Tish (1942) - My Sister Eileen (1942) - For Me and My Gal (1942) | - Dr. Gillespie's New Assistant (1942) - Stand by for Action (1942) - The Rear Gunner (1943) - We've Never Been Licked (1943) - The Cockeyed Miracle (1946) - Words and Music (1948) - Command Decision (1948) - The Clay Pigeon (1949) - No Sad Songs for Me (1950) - Rookie Fireman (1950) - The Flying Missile (1950) - Original: Do Not Project (1972) |

### Als regisseur
| - Leather Gloves (1948) - Foy Meets Girl (1950) - The Awful Sleuth (1951) - Woo-Woo Blues (1951) - Sunny Side of the Street (1951) - Purple Heart Diary (1951) - Sound Off (1952) - Rainbow 'Round My Shoulder (1952) - All Ashore (1953) - Siren of Bagdad (1953) - Cruisin' Down the River (1953) - Drive a Crooked Road (1954) - Pushover (1954) - So This Is Paris (1955) - My Sister Eileen (1955) - The Solid Gold Cadillac (1956) - Full of Life (1956) - Operation Mad Ball (1957) | - Bell, Book and Candle (1958) - It Happened to Jane (1959) - Strangers When We Meet (1960) - The World of Suzie Wong (1960) - The Notorious Landlady (1962) - Paris - When It Sizzles (1964) - Sex and the Single Girl (1964) - How to Murder Your Wife (1965) - Synanon (1965) - Hotel (1967) - Oh Dad, Poor Dad, Mama's Hung You in the Closet and I'm Feeling So Sad (1967) - A Talent for Loving (1969) - The Moonshine War (1970) - W (1974) - Double Take (1979) - The Prisoner of Zenda (1979) - The Fiendish Plot of Dr. Fu Manchu (1980) |

- Biblioteca Nacional de España: XX1306071
- Bibliothèque nationale de France: cb14012086z (data)
- Gemeinsame Normdatei: 138361266
- International Standard Name Identifier: 0000 0000 7824 2086
- Library of Congress Control Number: n88051317
- MusicBrainz: e6ad8992-7739-4319-946f-fb043c2ef353
- Nationale Bibliotheek van Tsjechië: xx0162684
- Nationale Bibliotheek van Israël: 987007422205005171
- Nederlandse Thesaurus van Auteursnamen: 20323524X
- SNAC: w65m87b0
- Système universitaire de documentation: 06713047X
- Union List of Artist Names: 500334556
- Virtual International Authority File: 106986995
- WorldCat: E39PBJht6KjG3Km34kwbXdhvHC